# Seeblick
Seeblick est une commune allemande de l'arrondissement du Pays de la Havel, Land de Brandebourg.

## Géographie
Seeblick se situe au bord du lac de Hohennauen-Ferchesar.
La commune comprend les quartiers de Hohennauen, Wassersuppe et Witzke.
| Havelaue | Rhinow Gollenberg |                   |
|          | Seeblick          | Kleßen-Görne      |
| Rathenow |                   | Stechow-Ferchesar |

Seeblick se trouve sur la Bundesstraße 102.

## Histoire
Hohennauen est mentionné pour la première fois en 1386 pour son château-fort construit vers 1200 (et détruit lors de la guerre de Trente ans), Wassersuppe et Witzke en 1441.
Le 31 décembre 2001, Hohennauen, Wassersuppe et Witzke fusionnent volontairement pour former Seeblick.

## Personnalités liées à la commune
- Karl Gottlieb Guichard, dit Quintus Icilius (1724–1775), officier prussien et écrivain militaire.
- Karl Wilhelm Heinrich von Kleist (1836–1917), général prussien.
- Christel Steffin (1940-), nageuse née à Hohennauen.